# Siergiej Bielajew
Siergiej Nikołajewicz Bielajew (ros. Сергей Николаевич Беляев; ur. 8 maja 1960 w Taszkencie, zm. 6 września 2020 w Ałmaty) – kazachski strzelec sportowy, medalista olimpijski.
Strzelectwo uprawiał od 1974. Specjalizował się w konkurencjach karabinowych. W igrzyskach olimpijskich uczestniczył raz – miało to miejsce w 1996 w Atlancie, gdzie wystąpił w trzech konkurencjach. Dwukrotnie zdobył srebrne medale. Był pierwszym sportowcem, który jako reprezentant Kazachstanu zdobył przynajmniej dwa medale na letnich igrzyskach olimpijskich.
Kilkukrotnie wygrywał zawody Pucharu Świata. Był brązowym medalistą mistrzostw Azji z 2000 roku (karabin dowolny, trzy pozycje, 50 m). Był także czterokrotnym medalistą igrzysk azjatyckich, w tym dwukrotnie złotym (1994, 2002). 
Był żonaty, miał dwoje dzieci.